# Молбулак
Молбулак (каз. Молбұлақ, до 2000 г. — Ленино) — упразднённое село в Казыгуртском районе Туркестанской области Казахстана. Входило в состав Шарбулакского сельского округа. В 2016 году включено в состав села Казыгурт. Код КАТО — 514063400. 

## Население
В 1999 году население села составляло 1600 человек (809 мужчин и 791 женщина). По данным переписи 2009 года, в селе проживало 2097 человек (1055 мужчин и 1042 женщины).